# Alena Schillerová

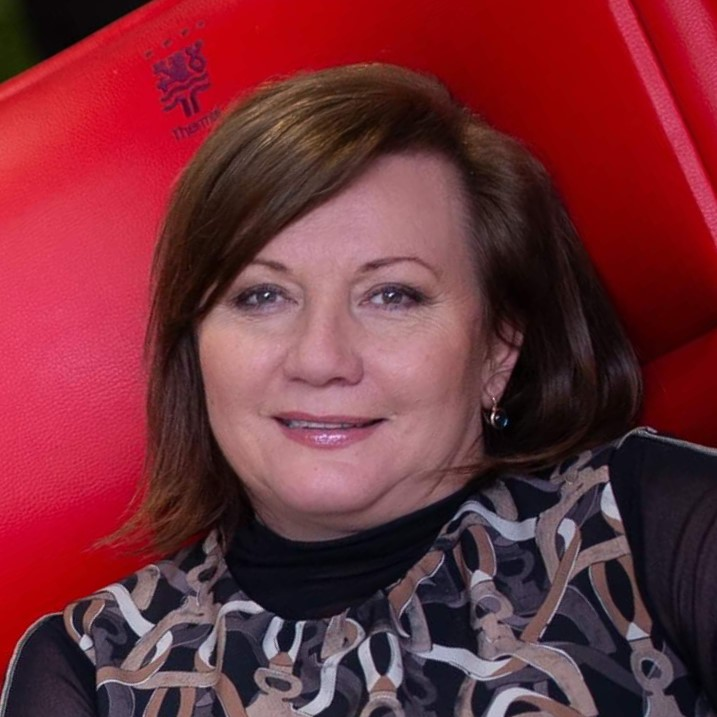
Alena Schillerová (2020)

Alena Schillerová (* 18. März 1964 in Brünn) ist eine tschechische Juristin und Politikerin. Vom 13. Dezember 2017 bis 17. Dezember 2021 war sie Finanzministerin der Tschechischen Republik.

## Leben
Schillerová promovierte 1988 an der juristischen Fakultät der Brünner Masaryk-Universität. Von 1997 bis 2000 studierte sie ebenda Verwaltungsrecht. Sie arbeitete im Finanzamt des Bezirks Brno-venkov und wurde im Jahr 2006 Direktorin dieser Behörde. Von 2013 bis 2014 war sie als Finanzbeamtin für den Jihomoravský kraj tätig. 2014 stieg Schillerová in die Finanzdirektion auf, von 1. Januar 2016 bis 13. Dezember 2017 war sie in leitender Funktion im Finanzministerium tätig, zuständig für Steuerfragen.
Nach der Abberufung des Parteichefs von ANO Andrej Babiš als Finanzminister im Mai 2017, favorisierte dieser Schillerová als seine Nachfolgerin. Dies lehnte Premierminister Bohuslav Sobotka jedoch ab, da er Schillerová als zu enge Vertraute Babišs einschätzte. Babiš und Sobotka einigten sich schließlich auf Ivan Pilný. Nach dem Wahlsieg von ANO bei der Abgeordnetenhauswahl 2017 wurde Schillerová von Präsident Miloš Zeman als Finanzministerin des ersten Kabinetts Babiš vereidigt. Sie ist die erste Frau in diesem Amt, das sie im zweiten Kabinett Babiš behielt. Am 30. April 2019 wurde Schillerová zudem zur zweiten stellvertretenden Ministerpräsidentin ernannt.
Ende Januar 2022 berichtete Seznam Zprávy, dass das Finanzministerium zwischen September 2020 und November 2021 fast zwei Millionen Kronen für Gehälter und Prämien eines Fotografen und eines Kameramanns ausgegeben hatte – Mitarbeiter der Presseabteilung, die Alena Schillerová für ihre Facebook- und Instagram-Profile fotografierten und filmten. Schillerová verteidigte dies in der TV-Sendung damit, dass die Fotografen den Bürgern die „sehr komplexe Materie des Finanzministeriums“ nähergebracht hätten. Der Onlineplattform Hlídač státu (Staatsbeobachter) prüfte daraufhin alle 1023 Instagram-Beiträge aus dem genannten Zeitraum und kam zu dem Ergebnis, dass 46,6 % der Beiträge rein privaten Charakters waren und in keinem Zusammenhang mit der Arbeit des Ministeriums standen. Die Seite Neovlivní.cz meldete anschließend, dass im Ministerium mehrere Fotobücher gefunden wurden, die ausschließlich Fotos von Alena Schillerová enthielten und vom Fotografen Petr Kořínek stammten, der sie vor den oben genannten Fotografen ablichtete. Laut dem Juristen Závodský sollte der Staat das Geld von Schillerová zurückfordern, da offenbar öffentliche Mittel für private Zwecke verwendet wurden – vergleichbar etwa mit der Nutzung eines Dienstwagens für private Fahrten.